# 待機児童
待機児童（たいきじどう）とは、日本において、子育て中の保護者が保育所または学童保育施設に入所申請をしているにもかかわらず入所できず、入所待ちしている（待機）状態の児童をいう。

## 定義
保育所の待機児童は、入所・利用資格があるにもかかわらず、保育所が不足していたり定員が一杯であるために入所できずに入所を待っている児童のことと定義される。古くは1960年代から1970年代にかけて第二次ベビーブームをうけた保育所不足の際に多数発生している（当時は同様の状態にある児童を「保留児」とも呼んだ）。1980年代には保育所不足はいったん沈静化したが、1990年代後半以降、特に大都市部で待機児童が増加している。
厚生労働省の統計では2003年度以降、“他に入所可能な保育所があるにもかかわらず第1希望の保育所に入所するために待機している児童”や“地方単独保育事業を利用しながら待機している児童”は、待機児童から除かれている。このため実質的な待機児童数は公表されている統計よりも多いとみられ、「潜在的待機児童」として取り上げることもある。

## 問題の概要
1990年代後半以降、一部の都市における待機児童数の急増が問題化している。2015年4月1日時点の待機児童数は全国で23,167人で、10年前の2003年（26,383人）と比較すると数自体は減っているが、2014年4月1日時点の21,371人から5年ぶりの増加となった。その半年後の2015年10月1日時点では45,315人と春より秋が多い傾向があり、年度内の変動も大きい。2013年時点で待機児童が最も多いのは東京都（8,117人）で、沖縄県は待機児童数で2位（2,216人）、待機児童率（保育所定員に対する待機児童の割合）で全国1位（6.35%）である。待機児童率1％以上が9都道府県存在し、東京都、沖縄県、宮城県の3都道府県が2.5％以上と他都道府県に比べて桁違いに高い。待機児童問題は都道府県により深刻さが大きく異なる。待機児童がゼロの県は2015年4月1日時点で、11県だった（青森・群馬・新潟・富山・石川・福井・山梨・長野・鳥取・香川・宮崎）が、同年10月1日時点では富山・石川・福井・山梨・長野の5県にとどまっている。
2019年9月6日、厚生労働省は、認可保育施設に入れない待機児童は、同年4月1日時点で1万6772人になったと発表した。
なお学童保育（放課後児童クラブ・学童クラブ）においても待機児童が発生しており、その数は2015年5月1日時点で16,941人であった。特に公立小学校では少子化や都市部のドーナツ化現象により学校統廃合が進行しており、公設学童クラブ（運営を民間に委託しているものを含む）において定員を大きく超えているケースが東京都中野区・世田谷区・八王子市等でみられる。待機児童がゼロの県は石川の1県のみだった。
人口の多い都心部を中心に待機児童が多い傾向にあるが、愛知県は東京や大阪と比較して待機児童が少ない傾向にある。
2019年9月30日、民間団体の「全国学童保育連絡協議会」は、「学童保育」（放課後児童クラブ）の待機児童が、同年5月1日時点で少なくとも1万8176人いると発表した。

## 問題の原因
人気のある都市への流入による人口集中が一因であると考えられるが、その他にも共働き家庭の増加や家庭環境の多様化など社会構造が大きく変化して夫婦共に時間の融通がない正社員の家庭が急増する中で、保育所の増設や受け入れ数増加など施設整備が立ち遅れたことなども原因である。高度経済成長期頃までは、いわゆる専業主婦モデルが最も豊かに経済成長させる仕組みだった。日本国憲法第14条（平等権）、女子差別撤廃条約、男女雇用機会均等法、育児休業制度等の理念や制度の普及により離職が減少し、出産後も正社員として働く女性の数は長期的にみると増加している。既婚女性・乳幼児期子育て中の就業率は高度成長期でも50％以上だったが、時間に融通のきくパートタイムが圧倒多数だった。一般的には、女性の社会進出、かつ正社員として働く女性が増えたことに加え、一人親家庭など日中の保育に欠ける家族形態があることが保育の需要増加の理由にあげられている。女性が働いて、夫が家庭で子育てに専念する「専業主夫」という形態もあるが、割合としては少数である。
また、本心では育児休業を延長するつもりで、その手続きに使うため、競争率が高い保育所へ敢えて申し込んで「落選通知」を得ようとする保護者が一部に存在している。こうした「落選狙い」組は統計上の待機児童数を増やしており、厚生労働省や各自治体が対策を検討・実施している。

### 住民の保育園反対
国や地方自治体は2010年代から特に待機児童対策に力を入れ、保育園の新設を検討するも、「静かな余生」を主張する高齢者など一部住民らの市民団体に騒音問題等により反対され自治体が断念するケースもある。保育所関係者はこのような反対者らを「理由をつけて建設中止を要求してくる」と批判している。為末大は「園児の声は無条件で騒音とは見なさないとする条例を作ってくれたら」と提唱し、国や自治体が一部の近隣住民の反対運動などは無視出来るような法令の制定にしてはどうか、と意見している程である。更に、いったんは当初の待機児童解消させても、そのような福祉が充実している自治体への他地域から移住者の増加、補助金の増加や入れ人数の拡大が「子どもを預けて働きたい」という「潜在的需要の掘り起こし」で待機児童が続々と出てくるなど結果的に「鼬ごっこ」になっている。そのため、国や自治体が力を入れてるのに減るどころか逆に希望者が増加する状況に地域住民の建設反対運動など解決するには難しい問題になっている。

## 問題の経過
日本では少子化が進行しつつあり、労働力人口は将来確実に減少するため、日本政府は育児世代の女性を労働力として活用することを推進している。また価値観や消費者ニーズが多様化しているために保護者の就労形態・就労時間も多様化しており、0－2歳児保育、長時間・夜間保育の拡充を求める意見が多い。
1980年代までは保育所は3歳児以後の入所が中心となっており、0歳児保育（出産休暇期間後）や1歳児保育（育児休業期間後）に対応する事は難しかった。第二次ベビーブーム世代の卒園とその後の少子化により保育所定員は1981年をピークに減少、保育所数も1985年をピークに減少傾向にあった。
子育て世代の就労支援のため、政府は1994年以降「エンゼルプラン」をはじめとする保育所待機児童対策を打ち出した。2003年より待機児童数はいったん減少に転じたが、2009年には2002年当時の水準まで増加した。これは保育所の整備によって潜在的保育需要（働いてはいないが就労を希望する子育て世代）が掘り起こされたことや、認可外保育施設利用者が認可保育所に入所を希望するようになったことが原因と考えられる。
内訳でみると、3歳以上児の待機児童数は1999年以降は減少を続けており、2009年には4,588名（1998年の約3分の1）となったのに対し、3歳未満児は2009年には2001年と同水準であることから、現在の待機児童は1歳児を中心とした低年齢児が多いといえる。

## 待機児童数の推移

### 保育所数・定員数の推移
|                 | 1980      | 1981      | 1985      | 1990      | 1994      | 1995      | 1996      | 1997      | 1998      | 1999      | 2000      | 2001      |
| --------------- | --------- | --------- | --------- | --------- | --------- | --------- | --------- | --------- | --------- | --------- | --------- | --------- |
| 保育所数        |           |           | 22,899    | 22,703    | 22,526    | 22,488    | 22,438    | 22,387    | 22,332    | 22,270    | 22,195    | 22,218    |
| 定員数          |           | 2,168,811 | 2,078,765 | 1,979,459 | 1,934,670 | 1,922,835 | 1,917,206 | 1,915,599 | 1,913,951 | 1,917,536 | 1,923,157 | 1,937,132 |
| 保育所利用数    | 1,996,082 |           | 1,843,550 | 1,723,775 | 1,675,877 | 1,678,866 | 1,701,655 | 1,738,802 | 1,695,908 | 1,740,607 | 1,788,302 | 1,828,312 |
| (内、3歳未満児) |           |           |           |           |           |           |           |           | 480,520   | 503,163   | 526,730   |           |
| (内、0歳児)     |           |           |           |           |           |           |           |           | 59,062    | 62,882    | 65,798    |           |
| (内、1・2歳児)  |           |           |           |           |           |           |           |           | 421,458   | 440,281   | 460,932   |           |
| (内、3歳以上児) |           |           |           |           |           |           |           |           | 1,210,750 | 1,233,118 | 1,261,572 |           |
| 定員充足率      |           |           | 88.7%     | 87.1%     | 86.6%     | 87.3%     | 88.8%     | 90.8%     | 88.6%     | 90.8%     | 93.0%     | 94.4%     |
| 待機児童数      |           |           |           |           |           | 28,481    | 32,855    | 40,523    | 39,545    | 32,225    | 32,933    | 21,201    |
| (内、3歳未満児) |           |           |           |           |           |           |           |           | 25,601    | 21,111    | 21,999    |           |
| (内、0歳児)     |           |           |           |           |           |           |           |           | 6,479     | 4,447     | 4,415     |           |
| (内、1・2歳児)  |           |           |           |           |           |           |           |           | 19,122    | 16,664    | 17,584    |           |
| (内、3歳以上児) |           |           |           |           |           |           |           |           | 13,944    | 11,114    | 10,934    |           |

|                    | 2002      | 2003      | 2004      | 2005      | 2006      | 2007      | 2008      | 2009      | 2010      | 2011      | 2012      |
| ------------------ | --------- | --------- | --------- | --------- | --------- | --------- | --------- | --------- | --------- | --------- | --------- |
| 保育所数           | 22,272    | 22,355    | 22,490    | 22,570    | 22,699    | 22,848    | 22,909    | 22,925    | 23,068    | 23,385    | 23,711    |
| 定員数             | 1,957,626 | 1,990,295 | 2,028,045 | 2,052,729 | 2,079,406 | 2,105,453 | 2,120,889 | 2,132,081 | 2,157,890 | 2,204,393 | 2,240,178 |
| 保育所利用数       | 1,879,349 | 1,920,591 | 1,966,929 | 1,933,684 | 2,003,610 | 2,015,382 | 2,022,173 | 2,040,974 | 2,080,114 | 2,122,951 | 2,176,802 |
| (内、3歳未満児)    | 572,863   | 594,759   | 618,175   | 632,011   | 640,293   | 654,754   | 676,590   | 709,399   | 742,085   | 773,311   | 798,625   |
| (内、0歳児)        | 71,146    | 73,085    | 76,436    | 78,658    | 78,420    | 84,297    | 88,189    | 92,606    | 99,223    | 105,366   | 108,950   |
| (内、1・2歳児)     | 501,717   | 521,674   | 541,739   | 553,353   | 561,873   | 570,457   | 588,401   | 616,793   | 642,862   | 667,945   | 689,675   |
| (内、3歳以上児)    | 1,306,486 | 1,325,832 | 1,348,754 | 1,361,673 | 1,363,317 | 1,360,628 | 1,345,583 | 1,331,575 | 1,338,029 | 1,349,640 | 1,378,177 |
| 定員充足率         | 96.0%     | 96.5%     | 97.0%     | 97.1%     | 96.4%     | 95.7%     | 95.3%     | 95.7%     | 96.4%     | 96.3%     | 97.2%     |
| 待機児童数         | 25,447    | 26,383    | 24,245    | 23,338    | 19,794    | 17,926    | 19,550    | 25,384    | 26,275    | 25,556    | 24,825    |
| (内、3歳未満児)    | 16,792    | 17,893    | 16,446    | 15,831    | 13,650    | 12,942    | 14,864    | 20,796    | 21,537    | 21,109    | 20,207    |
| (内、0歳児)        | 2,915     | 2,932     | 2,417     | 2,417     | 1,981     | 2,069     | 2,404     | 3,304     | 3,708     | 3,560     | 3,170     |
| (内、1・2歳児)     | 13,877    | 14,961    | 14,029    | 13,414    | 11,669    | 10,873    | 12,460    | 17,492    | 17,829    | 17,549    | 17,037    |
| (内、3歳以上児)    | 8,655     | 8,490     | 7,799     | 7,507     | 6,144     | 4,984     | 4,686     | 4,588     | 4,738     | 4,447     | 4,618     |
| 保育計画策定都市数 |           | 119       | 95        | 94        | 81        | 74        | 84        | 101       | 101       | 94        | 107       |

### 保育計画策定都市(上位10都市)の変遷
|      | 2001            | 2001    | 2002              | 2002    | 2003              | 2003    | 2004              | 2004    | 2005              | 2005  | 2006              | 2006  | 2007                        | 2007  | 2008            | 2008  |
| ---- | --------------- | ------- | ----------------- | ------- | ----------------- | ------- | ----------------- | ------- | ----------------- | ----- | ----------------- | ----- | --------------------------- | ----- | --------------- | ----- |
| 1位  | 大阪府 大阪市   | 1,364人 | 大阪府 大阪市     | 1,337人 | 大阪府 大阪市     | 1,355人 | 神奈川県 横浜市   | 1,190人 | 大阪府 大阪市     | 904人 | 大阪府 大阪市     | 846人 | 大阪府 大阪市               | 744人 | 宮城県 仙台市   | 740人 |
| 2位  | 大阪府 東大阪市 | 1,076人 | 神奈川県 横浜市   | 1,140人 | 神奈川県 横浜市   | 1,123人 | 大阪府 大阪市     | 919人   | 大阪府 堺市       | 752人 | 兵庫県 神戸市     | 560人 | 神奈川県 横浜市             | 576人 | 神奈川県 横浜市 | 707人 |
| 3位  | 神奈川県 横浜市 | 1,040人 | 兵庫県 神戸市     | 1,076人 | 兵庫県 神戸市     | 934人   | 大阪府 堺市       | 868人   | 兵庫県 神戸市     | 652人 | 神奈川県 川崎市   | 480人 | 兵庫県 神戸市               | 489人 | 大阪府 大阪市   | 696人 |
| 4位  | 兵庫県 神戸市   | 778人   | 神奈川県 川崎市   | 705人   | 大阪府 堺市       | 832人   | 神奈川県 川崎市   | 755人   | 神奈川県 横浜市   | 643人 | 大阪府 堺市       | 463人 | 神奈川県 川崎市             | 465人 | 神奈川県 川崎市 | 583人 |
| 5位  | 神奈川県 川崎市 | 655人   | 大阪府 東大阪市   | 631人   | 神奈川県 川崎市   | 699人   | 兵庫県 神戸市     | 623人   | 神奈川県 川崎市   | 597人 | 福岡県 福岡市     | 403人 | 宮城県 仙台市               | 390人 | 兵庫県 神戸市   | 487人 |
| 6位  | 大阪府 堺市     | 626人   | 愛知県 名古屋市   | 618人   | 宮城県 仙台市     | 637人   | 大阪府 東大阪市   | 489人   | 福岡県 福岡市     | 432人 | 愛知県 名古屋市   | 362人 | 沖縄県 那覇市               | 379人 | 愛知県 名古屋市 | 428人 |
| 7位  | 宮城県 仙台市   | 488人   | 宮城県 仙台市     | 604人   | 愛知県 名古屋市   | 499人   | 宮城県 仙台市     | 462人   | 東京都 足立区     | 427人 | 神奈川県 横浜市   | 353人 | 東京都 江東区 千葉県 千葉市 | 352人 | 東京都 世田谷区 | 335人 |
| 8位  | 東京都 足立区   | 380人   | 大阪府 堺市       | 536人   | 大阪府 東大阪市   | 485人   | 愛知県 名古屋市   | 461人   | 愛知県 名古屋市   | 423人 | 鹿児島県 鹿児島市 | 350人 | 東京都 江東区 千葉県 千葉市 | 352人 | 大阪府 堺市     | 349人 |
| 9位  | 東京都 世田谷区 | 360人   | 神奈川県 相模原市 | 452人   | 福岡県 福岡市     | 435人   | 福岡県 福岡市     | 447人   | 神奈川県 相模原市 | 383人 | 東京都 足立区     | 348人 | 愛知県 名古屋市             | 342人 | 東京都 八王子市 | 336人 |
| 10位 | 東京都 江東区   | 318人   | 福岡県 福岡市     | 433人   | 神奈川県 相模原市 | 402人   | 神奈川県 相模原市 | 410人   | 奈良県 奈良市     | 352人 | 愛知県 名古屋市   | 320人 | 東京都 八王子市             | 336人 | 大阪府 堺市     | 349人 |

|      | 2009            | 2009    | 2010              | 2010    | 2011            | 2011    | 2012            | 2012    |
| ---- | --------------- | ------- | ----------------- | ------- | --------------- | ------- | --------------- | ------- |
| 1位  | 神奈川県 横浜市 | 1,290人 | 神奈川県 横浜市   | 1,552人 | 愛知県 名古屋市 | 1,275人 | 愛知県 名古屋市 | 1,032人 |
| 2位  | 神奈川県 川崎市 | 713人   | 神奈川県 川崎市   | 1,076人 | 神奈川県 横浜市 | 971人   | 北海道 札幌市   | 929人   |
| 3位  | 宮城県 仙台市   | 620人   | 北海道 札幌市     | 840人   | 北海道 札幌市   | 865人   | 福岡県 福岡市   | 893人   |
| 4位  | 東京都 世田谷区 | 613人   | 東京都 世田谷区   | 725人   | 神奈川県 川崎市 | 851人   | 東京都 世田谷区 | 786人   |
| 5位  | 大阪府 大阪市   | 608人   | 愛知県 名古屋市   | 598人   | 福岡県 福岡市   | 727人   | 大阪府 大阪市   | 664人   |
| 6位  | 愛知県 名古屋市 | 595人   | 宮城県 仙台市     | 594人   | 東京都 世田谷区 | 688人   | 神奈川県 川崎市 | 615人   |
| 7位  | 兵庫県 神戸市   | 483人   | 東京都 練馬区     | 552人   | 東京都 練馬区   | 564人   | 兵庫県 神戸市   | 531人   |
| 8位  | 東京都 板橋区   | 481人   | 神奈川県 相模原市 | 514人   | 宮城県 仙台市   | 498人   | 東京都 練馬区   | 523人   |
| 9位  | 福岡県 福岡市   | 473人   | 東京都 八王子市   | 496人   | 沖縄県 那覇市   | 493人   | 大阪府 堺市     | 457人   |
| 10位 | 東京都 八王子市 | 453人   | 福岡県 福岡市     | 489人   | 東京都 足立区   | 485人   | 沖縄県 那覇市   | 436人   |

## 国の対策
待機児童問題は国の少子化対策・子育て支援政策の中で継続的に対策が練られている。1994年に策定された厚生省（当時）の「エンゼルプラン」以後、1999年の「新エンゼルプラン」、2001年の「待機児童ゼロ作戦」、2004年の「子ども・子育て応援プラン」、2008年の「新待機児童ゼロ作戦」によって、保育所数・定員数ともに第二次ベビーブームや男女雇用機会均等法施行を受けた1980年代を上回った。保育所利用数は過去記録の更新を続けている。東京都独自の制度である認証保育所制度（2001年開始）や保育の資格を有する者が自宅で児童を預かる保育ママ制度（2001年に国の制度化、2008年11月に児童福祉法改正により法制化）、事業所内・病院内保育施設など保育の場そのものは整備されつつある。2013年、政府と厚生労働省は2015年の待機児童ゼロに向けて数値と時期を明示した政策を発表した。2010年に待機児童数1位だった横浜市は2013年5月、同4月1日時点での待機児童ゼロを達成したと発表して大きな注目を浴びた。しかし、注目されたことで逆に「預けられるのなら働きたい」と需要が掘り起こされ、利用申請が殺到し、翌2014年4月1日に待機児童が生じる事態になっている。

### エンゼルプラン
少子化対策として、1994年12月に文部省・厚生省・労働省・建設省（いずれも当時）が合同で制定した子育て支援施策。「低年齢児（0〜2歳児）保育、延長保育、一時的保育の拡充等ニーズの高い保育サービスの整備を図るとともに、保育所制度の改善・見直しを含めた保育システムの多様化・弾力化を進める」「保育所が乳児保育、相談指導等多様なニーズに対応できるよう施設・設備の改善・整備を図る」「低年齢児の受入の促進及び開所時間延長の促進のため保育所の人的な充実を図るとともに乳児や第3子以上の多子世帯等の保育料の軽減を図る」と謳い、具体的には1999年度末の目標を「3歳未満児の保育所収容数60万人、延長保育実施7,000ヶ所、一時保育実施3,000ヶ所、多機能保育所1,500ヶ所」とした。

### 新エンゼルプラン
エンゼルプランを承継する計画として1999年12月に制定。「多様な需要に応える保育サービスの推進」が打ち出された。2004年度末の目標を「3歳未満児の保育収容数68万人、延長保育実施10,000ヶ所、一時保育実施3,000ヶ所、多機能保育所2,000ヶ所、休日保育300ヶ所、病後児保育500ヶ所」とした。

### 待機児童ゼロ作戦
2001年7月に制定。待機児童の解消を目指すと明記され、特に都市部の保育施設を重点整備するとした。公設保育施設の運営を民間事業者に委託する公設民営型を推進し、学校の空き教室や駅など拠点施設の保育への活用の支援・助成が打ち出された。2004年度末までに「児童受け入れ数15万人増加させる」とした。

### 少子化対策プラスワン
2002年9月に厚生労働省が立案。パートタイム労働者のための特定保育事業の創設、民間事業者の参入規制の緩和、幼稚園における預かり保育の推進などを策定した。

### 次世代育成支援に関する当面の取組方針
従来の取り組みに加えた取り組みとして2003年3月に立案。一定の待機児童を有する市町村及び都道府県に対し、保育計画を策定するよう法制化して義務付けた。

### 子ども・子育て応援プラン
新エンゼルプランを受けたものとして2004年12月に制定された。2009年度末の目標を「一時保育実施9,500ヶ所、延長保育実施16,200ヶ所、休日保育2,200ヶ所、夜間保育140ヶ所、保育所受け入れ児童数拡大215万人」とした。

### 新待機児童ゼロ作戦
2008年2月に制定。量的な整備拡充だけでなく、子どもの健やかな育成と保護者の安心確保のために質的なサービス拡充の保障を謳った。2018年度末までに3歳未満児への保育サービス提供割合を38%に拡大（現行20%）すること、保育サービス利用児童数を100万人増やすことを目標とした。

### 次世代育成支援のための新たな制度体系の設計に向けて
2009年2月に厚生労働省の少子化対策特別部会が取りまとめた第1次報告。保育所事業への市町村の実施責務を明示し、市町村が個別ケースの保育の必要性や優先的利用ケース（母子家庭や虐待ケース等）の要否を認定するとした一方、保育契約は利用者が保育所と直接締結するとし、受け入れの応諾等は保育所に義務化した。また、保育の質を保障するため利用料は所得によらず公定価格とすること等が明記された。

### 子ども・子育てビジョン
子ども手当の導入や高校教育の実質無償化等の実施に向けて、保育サービス等を含めた総合的な「子ども・子育てビジョン」を2010年2月に制定。幼児教育と保育の総合的な提供、いわゆる「幼保一体化」が盛り込まれた。2014年度末の目標を「平日昼間の保育サービス利用241万人、3歳未満児の利用102万人、延長・夜間等保育サービス96万人、病児・病後児保育200万人日（のべ日数）」とし、2012年度末までに認定こども園を2,000ヶ所以上設置するとした。

### 企業主導型保育施設
公営の施設だと、大阪府などでかつて問題になった異常に高い給与や放漫経営のために、民間経営への補助金とは比較にならない莫大な税金が大量投入され続ける慢性的な赤字施設になることが多い。更に民間経営であっても専業保育園は運営者らのみが高い収益によって儲けていても、国や地方自治体からの補助金の使途を監査しにくい業務システムで問題がある。そのため、売り手市場になった昨今、人手不足になった民間企業側と公営のためにおこる無駄と不足・設置反対住民による遅延を危惧する政府側の利害が一致した制度である企業主導型保育施設を設けることを推奨する計画を立てている。三菱UFJリサーチ＆コンサルティングは公営保育園や専業保育園ではなく、そもそもの待機児童問題の原因ともいえる市場競争が起きないことも解決する企業主導型保育施設が2017年以降は次第に主流になっていくだろうと述べている。2018年には岐阜県では人手不足を背景に、従業員のための企業主導型保育施設を設置する民間企業が急増している。

## 訴訟

### 東大阪保育所入所裁判
- 平成10年10月 東大阪市において父母8組が原告となり、保育所入所保留処分の取消を求める行政訴訟を起こした。

東大阪市では、毎年数百名の待機児童があったが、公立保育所は昭和52年、私立保育所は昭和59年を最後に新設がなかった。
翌11年の3月までに、原告たちの養育する児童は全員保育所に入所した。
- 平成11年3月 訴えの内容を10年度の保育所入所保留処分の違法による損害賠償を求める国家賠償請求に変更した。原告は3組となった。
- 平成14年6月、大阪地裁は、東大阪市の行政手続が行政手続法第5条3項(審査基準の公開)、同法第8条1項(処分理由の提示)、行政不服審査法第25条1項ただし書(審査請求人の口述機会)、同法41条1項(裁決理由の通知)に違反したとして、原告らに15万円ずつ(総額90万円)の慰謝料の支払を東大阪市に命じた。[40]

## 待機児童解消施策
1. ↑  文部省・厚生省・労働省・建設省 (1994年12月16日). “今後の子育て支援のための施策の基本的方向について”. 2009年7月21日閲覧。
2. ↑  大蔵・厚生・自治3大臣合意 (1994年12月18日). “当面の緊急保育対策等を推進するための基本的考え方”. 2009年7月21日閲覧。
3. ↑  大蔵・文部・厚生・労働・建設・自治6大臣合意 (1999年12月19日). “重点的に推進すべき少子化対策の具体的実施計画について”. 2009年7月21日閲覧。
4. ↑  閣議決定 (2001年7月6日). “仕事と子育ての両立支援策の方針について”. 待機児童ゼロ作戦 －最小コストで最良・最大のサービスを－. 2009年7月21日閲覧。
5. ↑  厚生労働省 (2002年9月20日). “少子化対策プラスワン ―少子化対策の一層の充実に関する提案―”. 2009年8月29日閲覧。
6. ↑  少子化対策推進関係閣僚会議 (2003年3月14日). “次世代育成支援に関する当面の取組方針”. 2009年8月29日閲覧。
7. ↑  少子化社会対策会議決定 (2004年12月24日). “少子化社会対策大綱に基づく重点施策の具体的実施計画について”. 2009年7月21日閲覧。
8. ↑  厚生労働省 (2008年2月27日). “「新待機児童ゼロ作戦」について” (PDF). 2009年7月21日閲覧。
9. ↑  厚生労働省社会保障審議会少子化対策特別部会 (2009年2月21日). “社会保障審議会少子化対策特別部会 第1次報告 -次世代育成支援のための新たな制度体系の設計に向けて-”. 2009年8月29日閲覧。
10. ↑  “子ども・子育てビジョン～子どもの笑顔があふれる社会のために～” (PDF).   内閣府政策統括官(共生社会政策担当) (2010年1月29日). 2010年4月1日閲覧。